# Hu Chi-Chung
Hu Chi-Chung, également connu sous le nom de Hu Quizhong, est un artiste chinois considéré comme un précurseur de l’abstraction. 

## Parcours
Né le 27 janvier 1927 dans un village de la province de Zhejiang, Hu Chi-Chung quitte la Chine continentale en 1950 pour s’installer à Taïwan, où il commence à peindre. Dès 1954, lors d’un premier voyage aux États-Unis, il visite le DeYoung Art Museum à  San Francisco en Californie. Il y découvre l’impressionnisme, le travail de Monet ou encore Renoir et s'intéresse au travail d'artistes abstraits comme Willem de Kooning.  De retour à Taïwan, une exposition de ses œuvres est organisée à Kaohsiung. Avec Fong Chung-Ray, il fonde le Four Seas Artists Association dans le but de promouvoir l’art moderne. Il utilise différentes techniques en intégrant du sable dans ses huiles dès 1958. En 1959, il expose au Musée d’Art Moderne de la ville de Paris. Il participe de nombreuses fois à la Biennale de São Paulo. Hu Chi-Chung rejoint le Fifth Moon Group  en 1961 et émigre aux États-Unis avec sa famille en 1971.
Bien que très moderne, son art onirique, à la frontière de l’abstraction, rappelle par certains aspects la peinture traditionnelle chinoise. Il décède en 2012. 

## Expositions personnelles (sélection)
- 1991	Galerie Contemporary, Taipei, Taïwan
- 1989	Galerie Ming Ren, Kaohsiung, Taïwan
- 1986	Musée national d’Histoire, Taipei, Taïwan
- 1980  Galerie d’Art The Naples (Exposition annuelle), Naples, Floride, États-Unis
- 1978	Galerie d’Art The Naples (Expositions annuelle), Naples, Floride, États-Unis
- 1975	Galeries The Eric, Inc., New York, États-Unis
- 1973	Galerie des Beaux Arts de San Diego, San Diego, Californie, États-Unis
- 1974/1996 Galeries Zantman (Expositions annuelles) , Palm Desert, Californie, États-Unis
- 1972/1996 Galeries Zantman (Expositions annuelles), Carmel, Californie, États-Unis
- 1971	Galerie Laky, Carmel, Californie, États-Unis
- 1969	Galerie Yu Fong, San Francisco, Californie, États-Unis
- Galerie S.H Mori, Chicago, Illinois, États-Unis
- 1967	Musée provincial, Taipei, Taïwan
- 1964	 Salle du Club du Grand Hôtel, Taipei, Taïwan
- 1958	Press Building, Kaohsiung, Taïwan

## Collection publique majeure
Musée national d’Histoire, Taipei, Taïwan

## Catalogues
- Lü Peng. Histoire de l'art chinois au XXe siècle. Somogy, éditions d'art. Paris. 2013, p. 438-469.  (ISBN 978-2-7572-0702-4)
- Michael Sullivan. Art and Artists of Twentieth-Century China. University of California Press. 1996, p. 1984-85.   (ISBN 978-0-520-07556-6). Retrieved 3 July 2012.
- Julia F.Andrews and Kuiyi Shen. The Art of Modern China. University of California Press, 2012. p. 248-49.
- Michael Sullivan. Moderne chinese artists, a biographical dictionary. University of California Press. 2006.  (ISBN 978-0-520-24449-8)
- Five Chinese Painters, Fifth Moon Exhibition. National Museum of History, Taipei, 1970.
- Five Chinese Painters, Fifth Moon Exhibition. The National Taiwan Arts Hall.
- Hu Chi-Chung, Paintings by the contemporary Chinese artist. National Taiwan Arts Center, Taipei, 1967.
- The Imagery of Hu Chi-Chung. The Heritage Press. Taipei. First Edition. 1962 (monographie des huiles sur toiles)